# 松永鉄也
松永 鉄也（まつなが てつや、1979年（昭和54年）4月15日 - ）は、日本のセーリング選手。男子470級日本代表として北京オリンピックに出場し、7位に入賞した。

## 略歴
1979年（昭和54年）4月15日に京都府に生まれ、小学2年生から父がコーチを務める大津市のジュニアヨットクラブに入り、ヨットを始めた。中学3年時にはオプティミスト級（OP級）でアジア大会銀メダルを獲得した。高校は大阪の清風学園に通い、同志社大学に入学した。同志社大学で、小柄な日本人でも世界で戦える470級に変更し、4年時にはインカレで優勝したが、競技を続けられる就職先が見つからずトラック運転手をしたこともあったと言う。北京オリンピック出場を目標に2005年より大学の後輩である上野太郎とペアを組み、翌年から工業用接着剤メーカースリーボンドの支援を受け、見事に2008年（平成20年）北京オリンピックにてセーリング男子470級の日本代表として7位に入賞した。
引き続きスリーボンドに所属するも470級ペアーであった上野選手の引退により一時期は他クラスで活動していた。2009年にはJ/24級で全日本選手権優勝を果たした。その後、吉田雄悟をクルーに470級男子日本ナショナルチームの一員 としてリオデジャネイロオリンピック出場を目指した。その傍らで同志社大学のコーチとして後進を指導していた。2012年には全日本470級ヨット選手権大会で初優勝 。2015年、デンマークのオーフスで開催された470級ヨーロッパ選手権に出場し、総合10位となり、土居一斗、今村公彦組（チームアビーム）との激しい日本代表争いに惜しくも敗れた。2020年には全日本スナイプ級ヨット選手権に西島孝と出場し、3位に入る活躍を見せた。